# Aeroporto de Aalborg
O Aeroporto de Aalborg (IATA: AAL, ICAO: EKYT) é um aeroporto localizado em Aalborg, na Dinamarca, foi inaugurado em 1938, sendo o segundo mais antigo do país.